# Aleksej Nikolaevič Gorochov
Aleksej Nikolaevič Gorochov (in russo Алексей Николаевич Горохов?; in ucraino Олексій Миколайович Горохов?, Oleksij Mykolajovyč Horochov; Mosca, 11 febbraio 1927 – Kiev, 3 febbraio 1999) è stato un violinista, direttore d'orchestra e docente sovietico, che visse la maggior parte della sua vita professionale in Ucraina. È considerato uno dei fondatori della moderna scuola di violino di Kiev.

## Biografia
Tra il 1934 e il 1944 Aleksej Gorochov studiò alla Scuola Centrale di Musica di Mosca per Bambini Dotati. Successivamente entrò al Conservatorio di Mosca dove studiò con Lev Tseitlin, diplomandosi nel 1949. Nel 1955 terminò gli studi post laurea sotto la guida di Abram Il'ič Jampol'skij. Oltre al diploma di violino conseguì una laurea in musicologia.
Tra il 1949 e il 1951 Gorochov partecipò a diversi concorsi internazionali di violino, tra i quali il Concorso Bach nel 1950 nel quale vinse il 2º premio. Al Concorso Regina Elisabetta nel 1951 vinse il 7º Premio. Seguono numerose tournée in Unione Sovietica, Germania, Polonia, Danimarca, Svezia, Romania, Portogallo e Corea.
Nel 1957 divenne professore di violino al Conservatorio di Kiev (in seguito ribattezzato Accademia Nazionale di Musica Čajkovskij) e vi insegnò fino alla fine della sua vita.
Gorochov trascorse una vita semplice e umile. Uno dei fattori principali nella sua decisione di trasferirsi a Kiev nel 1956 fu il disinteresse per la politica della sua patria russa. Questo potrebbe in parte spiegare perché, fatta eccezione dell'essere stato dichiarato "Artista lavoratore onorato dell'Ucraina", non gli fu conferito uno status formale in altri paesi.

## Discografia
- 2008: Spanish Violin by Aleksey Gorokhov
- 2008:Fritz Kreisler by Aleksey Gorokhov
- 2008: Niccolo Paganini by Aleksey Gorokhov

## Opere importanti
Durante i 50 anni della sua vita creativa Gorochov ha registrato un gran numero di dischi, risultando il primo violinista in Unione Sovietica a incidere tutti e 6 i concerti per violino di Niccolò Paganini.
Alla Radio ucraina ha lasciato oltre 70 ore di musica registrata, tra cui Sonate e Partite di Bach, 24 Capricci di Paganini, 24 preludi e fughe di Šostakovič (arrangiamento di Gorochov), Concerti per violino di Beethoven, Čajkovskij, Mendelssohn, Brahms e molti altri.
Per celebrare il suo 70º compleanno Gorochov eseguì ancora una volta i 6 Concerti di Paganini in 2 giorni. I Concerti furono presentati in un'orchestrazione originale di Gorochov, che incarnava nel modo più completo i criteri dell'estetica virtuoso-romantica di Paganini nell'orchestra. Questo arrangiamento è destinato ad un'orchestra d'archi con strumenti solisti oltre al violino solo come: chitarra, viola e contrabbasso, rendendo unica l'orchestrazione di Gorochov.
Le sue registrazioni dei Concerti registrate con l'Orchestra del Teatro Nazionale d'Opera Ucraina tra il 1973 e il 1978, sono state rimasterizzate in digitale e ripubblicate nel 2006.
Notevole anche la registrazione di Gorochov del 1952 della Symphonie Espagnole di Édouard Lalo con l'Orchestra Sinfonica di Stato Russa, diretta da Kirill Kondrašin.
Aleksej Gorochov è stato erroneamente indicato come "Alexander Gorokhov" su un CD pubblicato da Yedang Entertainment, portando alcuni siti Web e fornitori di musica a elencarlo con il nome sbagliato.

## Citazioni su Gorochov
Le esecuzioni di Gorochov ricevettero elogi da numerosi musicisti di spicco tra cui Pierre Fournier, Jacques Thibaud, Joseph Szigeti, David Oistrakh ed altri.
"...Il suono ricorda uno dei tempi migliori di Kreisler...la bellezza del 'piano' e del 'pianissimo' è straordinaria..." - da una lettera di Fournier a Gorochov.
"...Il modo di suonare di Gorochov mi ha stregato..." - Jacques Thibaut.
"...Ci sono state menzioni molto positive...[dovute] alla nobiltà ed al buon gusto di A. Gorochov" - da 'Una conversazione con D. Ojstrach' nella rivista Novoye Vremia.
"...Gli ascoltatori sono rimasti colpiti...dalla nobile semplicità e modestia in combinazione con una perfetta abilità nell'esecuzione, tipica di A. Gorochov..." - Alexander Svechnikov, rivista Sovietskoye Iskustvo.
"...Ci sono 2 grandi violinisti il cui suono è inconfondibile e rimarrà nella storia: sono Kreisler e Gorochov." - Abram Shtern.